# Estebanía
Estebanía är kommun i Dominikanska republiken.   Den ligger i provinsen Ázua, i den centrala delen av landet, 70 km väster om huvudstaden Santo Domingo. Estebanía ligger 61 meter över havet och antalet invånare i kommunen är cirka 5 600.
Terrängen runt Estebanía är varierad. Havet är nära Estebanía söderut. Runt Estebanía är det ganska tätbefolkat, med 86 invånare per kvadratkilometer. Närmaste större samhälle är Azua, 9,6 km väster om Estebanía. I omgivningarna runt Estebanía växer huvudsakligen savannskog.